# Mindorina
Mindorina là một chi bọ cánh cứng trong họ Chrysomelidae.
Chi này được miêu tả khoa học năm 1940 bởi Laboissiere.

## Các loài
Các loài trong chi này gồm:
- Mindorina antennalis Laboissiere, 1940
- Mindorina cyanea Laboissiere, 1940
- Mindorina palpalis Laboissiere, 1940
- Mindorina punctata (Allard, 1889)